# Sergei Iwanowitsch Tanejew

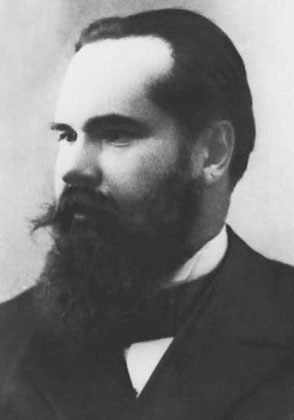
Sergei Tanejew

Sergei Iwanowitsch Tanejew (russisch Сергей Иванович Танеев, wiss. Transliteration Sergej Ivanovič Taneev; * 13.jul. / 25. November 1856greg. in Wladimir; † 6.jul. / 19. Juni 1915greg. in Djutkowo bei Moskau) war ein russischer Komponist.

## Leben
Tanejew entstammte gehobenen Verhältnissen, so dass er sich schon von seiner frühen Kindheit an intensiv mit Musik beschäftigen konnte. Bereits 1866 trat er in das Moskauer Konservatorium ein und studierte Klavier, Komposition, Orchestration und Formenlehre bei so namhaften Persönlichkeiten wie Pjotr Tschaikowski und Nikolai Rubinstein. Mit ersterem verband ihn eine lebenslange Freundschaft. 1875 beendete er seine Studien mit der Goldmedaille. Zunächst war Tanejew überwiegend als Pianist tätig und unternahm Konzertreisen (u. a. nach Frankreich). 1878 wurde er Professor für Harmonielehre und Instrumentation am Moskauer Konservatorium, 1881 zusätzlich Professor für Klavier und 1883 schließlich Professor für Komposition. Von 1885 bis 1889 war er Direktor des Konservatoriums, danach zog er es vor, nur seiner Lehrtätigkeit in den Fächern Kontrapunkt, Fuge und Formenlehre nachzugehen. Etliche seiner Schüler (z. B. Sergei Rachmaninow, Alexander Skrjabin und Reinhold Glière) entwickelten sich zu namhaften Komponisten. Auch in menschlicher Hinsicht wirkte der umfassend gebildete Tanejew, der sich z. B. auch für Philosophie interessierte, prägend auf seine Schüler. 1895 und 1896 verbrachte Tanejew den Sommer in Jasnaja Poljana, dem Wohnsitz von Leo Tolstoi und seiner Frau Sofia, die eine Zuneigung zu ihm und seiner Musik entwickelte. 1905 verließ er das Konservatorium. Tanejew trat auch als Autor vieler bedeutender musikwissenschaftlicher Schriften hervor und wurde mit zahlreichen Auszeichnungen versehen. 1915 zog er sich auf der Beerdigung seines Schülers Alexander Skrjabin eine schwere Erkältung zu, die zu seinem Tod führen sollte.

## Stil
Tanejew orientierte sich zunächst eher an westlichen Strömungen, wandte sich jedoch letztlich auch der nationalrussischen Bewegung zu. Zeit seines Lebens interessierte er sich für barocke und klassische Kompositionen (er studierte die Werke von z. B. Giovanni Pierluigi da Palestrina, Georg Friedrich Händel und Wolfgang Amadeus Mozart intensiv) und vertiefte sich dabei vor allem in die kontrapunktische Stimmführung – nicht umsonst gilt er als größter Kontrapunktiker der russischen Musik. Oftmals sind ihm Akademismus und uninspirierte Trockenheit vorgeworfen worden, was allerdings längst nicht für alle seine Werke zutrifft. Größtenteils fremd war ihm die Salonmusik; er neigte eher zu größeren, anspruchsvolleren Werken. Für „sein“ Instrument, das Klavier, hat er allerdings nur wenig geschrieben; seine Vorlieben lagen vielmehr auf dem Gebiet der Vokal- und der Kammermusik. Überliefert ist zum Beispiel, dass er seinen Schülern den Ratschlag gab, keine Préludes, sondern Fugen zu komponieren.

## Werke
- Orchesterwerke
  - Sinfonie Nr. 1 e-Moll (1873/74)
  - Sinfonie Nr. 2 B-Dur (1878, nur 3 Sätze vollendet)
  - Sinfonie Nr. 3 d-Moll (1884)
  - Sinfonie Nr. 4 c-Moll op. 12 (1898)
  - Konzertouvertüre „Oresteia“ op. 6 (1889, nach Themen der gleichnamigen Operntrilogie)
  - Konzertsuite g-Moll op. 28 für Violine und Orchester (1909)
  - Klavierkonzert Es-Dur (1876, nur 2 Sätze vollendet)
- Vokalmusik
  - „Oresteia“, Operntrilogie nach Aischylos (1884–94)
  - „Johannes von Damaskus“, Kantate op. 1 (1884)
  - „Beim Lesen eines Psalms“, Kantate op. 36 (1915)
  - 12 Chöre a cappella nach Jakow Polonski op. 27 (1909)
  - 16 Chöre a cappella nach Konstantin Balmont op. 35 (1912/13, nur 8 Chöre erhalten)
  - weitere Chorwerke
  - Lieder
- Kammermusik
  - Streichquartett Nr. 1 b-Moll op. 4 (1890)
  - Streichquartett Nr. 2 C-Dur op. 5 (1894/95)
  - Streichquartett Nr. 3 d-Moll op. 7 (1886, rev. 1896)
  - Streichquartett Nr. 4 a-Moll op. 11 (1898/99)
  - Streichquartett Nr. 5 A-Dur op. 13 (1902/03)
  - Streichquartett Nr. 6 B-Dur op. 19 (1903–05)
  - 3 postum als Nr. 7–9 publizierte Streichquartette (Es-Dur, 1880; C-Dur, 1883; A-Dur, 1883)
  - Streichtrio D-Dur für Violine, Viola und Violoncello (1879/80)
  - Streichtrio D-Dur op. 21 für 2 Violinen und Viola (1907)
  - Streichtrio Es-Dur op. 31 für Violine, Viola und Tenor-Viola (1910/11)
  - Streichtrio h-Moll für Violine, Viola und Violoncello (1913, teilweise nur skizziert)
  - Streichquintett G-Dur op. 14 für 2 Violinen, Viola und 2 Violoncelli (1901)
  - Streichquintett C-Dur op. 16 für 2 Violinen, 2 Violen und Violoncello (1903/04)
  - Violinsonate a-Moll (1911)
  - Klaviertrio D-Dur op. 22 (1906–08)
  - Klavierquartett E-Dur op. 20 (1902–06)
  - Klavierquintett g-Moll op. 30 (1910/11)
- Klaviermusik
  - Präludium und Fuge gis-Moll op. 29 (1910)
  - kleinere Stücke

Ein komplettes Werkverzeichnis ist auf den Seiten des Russischen Musikarchivs in Hannover  zu finden; es ist allerdings ratsam, bei einigen Details dieser Seite (Jahreszahlen, Tonarten u. ä.) Vorsicht walten zu lassen.